# المقياس الدولي للحوادث النووية

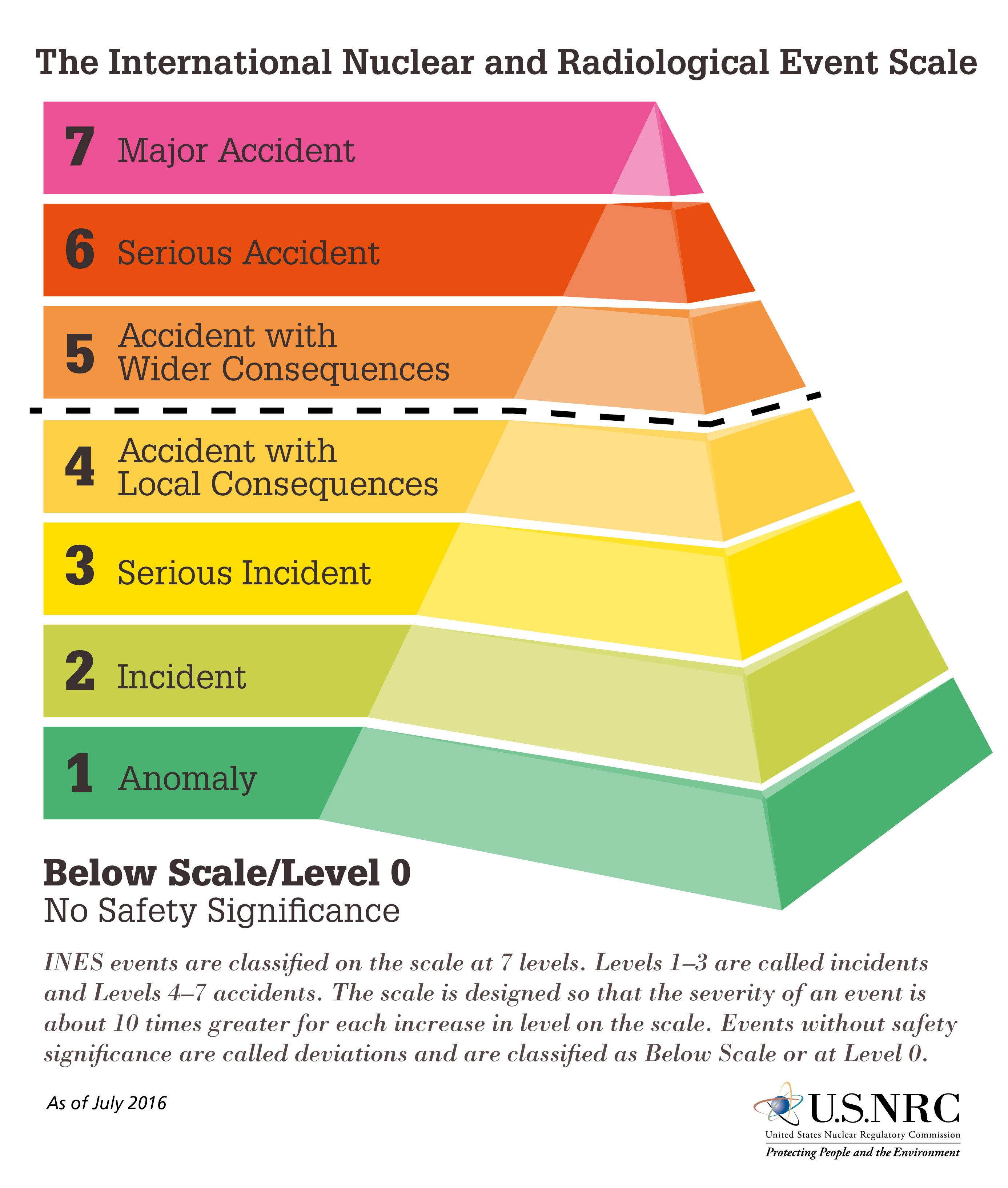
إنفوجرافيك عن مقياس الأحداث النووية والإشعاعية الدولية، من ملخص المعلومات لعامي 2016 و2017، NUREG 1350، المجلد 28. نُشر في أغسطس/آب 2016

المقياس الدولي للحوادث النووية (اختصارًا INES) هو مقياس وُضع عام 1990 من قبل الوكالة الدولية للطاقة الذرية لتمكين التوصيل الفوري للمعلومات لأهمية السلامة العامة في حالة وقوع حادث نووي.
المقياس وضع بشكل لوغاريتمي بشكل مماثل لمقياس درجة العزم الذي يستخدم لوصف القوة النسبية للزلازل، حيث تمثل كل درجة لارتفاع المقياس ما يعادل عشر مرات شدة الدرجة الأدنى منه ؛ مع مراعاة أنه بالمقارنة مع الهزات الأرضية التي يمكن تقييمها كمياً، فإن مستوى خطورة الكوارث التي من صنع الإنسان، مثل الحوادث النووية هي أكثر تعقيدا من حيث التقييم . نظراً لصعوبة التقييم، فقد وضع المقياس للاستجابة والإعلام الفوري عن حدوث حادث، حتى تتخذ الجهات المسؤولة القرارات الفورية اللازمة لحماية الجمهور والمنشآت - فور وقوع حادث جسيم . 
لذلك، فإن قدرة هذا المقياس محدودة في تقدير مدى الخسائر الناتجة - ولكنه يسمح بالحفاظ على سلامة الجماهير في المقام الأول.
هناك 7 مستويات على مقياس أينيس، بالإضافة إلى مستوى 0 لحوادث عديمة الخطورة.

## تفاصيل
يتحدد مستوى المقياس على أساس ثلاث عوامل هي: الآثار خارج الموقع والآثار في الموقع وتدهور مستويات الوقاية في العمق .

### مستوى 7: حادث رئيس
يكون له تأثير كبير على الناس والبيئة، مع انتشار واسع للمواد المشعة يستمر تأثيرها لمدة طويلة من الزمن. من الأمثلة عليه، كارثة تشيرنوبيل، 26 أبريل 1986.

### مستوى 6: حادث شديد الخطورة
ذو تأثير على الناس والبيئة ويتطلب تنفيذ تدابير مضادة. من الأمثلة عليه، كارثة كيشتيم في ماياك، الاتحاد السوفياتي، 29 سبتمبر 1957.

### المستوى 5: حادث مع عواقب ذات نطاق واسع
ذو تأثير على الناس والبيئة بحيث يتطلب تطبيق بعض التدابير المضادة والتسبب في بعض حوادث الوفاة. من الأمثلة عليه حادثة غويانيا الإشعاعية في البرازيل عام 1971.

### المستوى 4: حادث مع نتائج محلية
إطلاق كميات قليلة من المواد المشعة لا تسبب تطبيق تدابير مضادة والتسبب في وفاة واحدة على الأقل من الإشعاع. من الأمثلة عليه، إس إل 1، حادثة توكايمورا النووية.

### المستوى 3: حادث خطير
مستويات إشعاعية تصل إلى عشرة أضعاف القيمة الطبيعية، مع عدم وجود حادث وفاة من الإشعاع.

### المستوى 2: الحادث
تعرض الناس المدنيين إلى قيم من الإشعاع تتعدى 10 ميلي زيفرت.

### المستوى 1: خلل
تعرض الناس المدنيين إلى قيم تتعدى قيم الإشعاع العادية في سنة.

### المستوى 0: عطل
لا خطورة على السلامة العامة.

## اقرأ أيضا
- انصهار نووي
- الطاقة النووية
- تلوث إشعاعي
- مخلفات إشعاعية
- أحداث مفاعل غوندريمنغن